# Виборчий округ 78
Виборчий округ 78 — виборчий округ в Запорізькій області. В сучасному вигляді був утворений 28 квітня 2012 постановою ЦВК №82 (до цього моменту існувала інша система виборчих округів). Окружна виборча комісія цього округу розташовується в будівлі виконавчого комітету Бердянської міської ради за адресою м. Бердянськ, пл. Єдності, 2.
До складу округу входять місто Бердянськ, а також Бердянський, Більмацький, Розівський і Чернігівський райони. Виборчий округ 78 межує з округом 81 на південному заході і на заході, з округом 82 на північному заході, з округом 59 на північному сході, з округом 60 на сході та обмежений узбережжям Азовського моря на півдні. Виборчий округ №78 складається з виборчих дільниць під номерами 230001-230003, 230005-230016, 230018-230027, 230266-230288, 230524-230535, 230573-230595 та 230636-230691.

## Народні депутати від округу
| Ім'я                            | Фото | Партія                          | Скликання | Дата набуття повноважень | Дата припинення повноважень |
| ------------------------------- | ---- | ------------------------------- | --------- | ------------------------ | --------------------------- |
| Пономарьов Олександр Сергійович |      | самовисуванець                  | 7-ме      | 12 грудня 2012           | 27 листопада 2014           |
| Пономарьов Олександр Сергійович |      | самовисуванець                  | 8-ме      | 27 листопада 2014        | 29 серпня 2019              |
| Пономарьов Олександр Сергійович |      | Опозиційна платформа — За життя | 9-те      | 29 серпня 2019           |                             |

## Результати виборів

### Парламентські

#### 2019
Кандидати-мажоритарники:
- Пономарьов Олександр Сергійович (Опозиційна платформа — За життя)
- Боговін Віталій Вікторович (Слуга народу)
- Насєдкін Павло Анатолійович (самовисування)
- Боговін Василь Іванович (самовисування)
- Пономарьов Олександр Іванович (самовисування)
- Путря Сергій Валерійович (Опозиційний блок)
- Щуклін Юрій Миколайович (самовисування)
- Годлевський Віктор Сергійович (Аграрна партія України)
- Тюркеджи Микола Анатолійович (Свобода)
- Шувалов Андрій Миколайович (самовисування)

#### 2014
Кандидати-мажоритарники:
- Пономарьов Олександр Сергійович (самовисування)
- Гончарук Петро Адольфович (самовисування)
- Гогунський Андрій Владленович (самовисування)
- Антошкіна Лідія Іванівна (самовисування)
- Бережецький Олександр Васильович (Народний фронт)
- Боровков Олександр Анатолійович (Комуністична партія України)
- Євстаф'єва Ірина Сергіївна (Блок Петра Порошенка)
- Мартищенко Олена Олександрівна (Батьківщина)
- Шалєєв Владислав Володимирович (Радикальна партія)
- Ткаченко Сергій Олегович (самовисування)
- Гальченко Ірина Андріївна (Заступ)

#### 2012
Кандидати-мажоритарники:
- Пономарьов Олександр Сергійович (самовисування)
- Баранов Валерій Олексійович (Народна партія та Партія регіонів)
- Боровков Олександр Анатолійович (Комуністична партія України)
- Кушнірюк Сергій Георгійович (УДАР)

## Явка
Явка виборців на окрузі: